# Findus
Findus es una marca de alimentos congelados que se comercializó por primera vez en Suecia en 1945. Los productos Findus incluyen platos preparados, guisantes o panqueques, estos últimos inventados a principios de la década de 1970.
La empresa suiza de alimentos Nestlé fue propietaria de la marca Findus desde 1962 hasta el 2000; cuando vendió los derechos de la marca en la mayor parte de Europa mientras conservaba la propiedad en Suiza. A través de una serie de adquisiciones, la marca en Escandinavia, Francia, España y el Reino Unido pasó a ser propiedad de Findus Group, propiedad de Lion Capital LLP, Highbridge Capital Management y JPMorgan Chase. En Italia, era propiedad de Iglo Group, que comercializaba una gama similar con las marcas Iglo y Birds Eye.
En junio de 2015, Nomad Foods compró Iglo Group. Nomad continuó en noviembre de 2015 con la compra del negocio europeo de Findus, con la excepción de Findus UK, que sigue siendo propiedad de Lion Capital y sus socios.

## Historia
Los orígenes de la marca Findus se remontan a la fundación de Skånska Frukt- vin- & Likörfabriken (Fábrica Escandinava de Frutas, Vinos y Licores) en Bjuv, Suecia, en 1905. En 1941 Skånska Frukt- vin- & Likörfabriken fue adquirida por la confitería fabricante Freja Marabou y posteriormente pasó a llamarse Findus Canning Factory. En 1945, los primeros productos alimenticios ultracongelados de la marca Findus salieron a la venta en Suecia, producidos en una pequeña fábrica en Scania. Los productos Findus se exportaron a un número creciente de países europeos a finales de la década de 1950, incluido el Reino Unido en 1958. En 1962, Findus Co. fue adquirida por la empresa suiza de alimentos Nestlé.
En 1963, Nestlé y la empresa anglo-holandesa de bienes de consumo Unilever formaron una empresa conjunta de alimentos congelados en Italia, que vendía productos con el nombre Findus. Unilever adquirió la participación de Nestlé en la empresa conjunta en 1985, lo que le otorgó la propiedad total de la marca Findus en Italia.
En la década de 1970, el famoso talento cinematográfico Orson Welles proporcionó narración para una serie de comerciales de televisión de Findus que se emitieron en el Reino Unido. Las tomas de las sesiones de grabación (en las que Welles se quejó de la calidad de la copia publicitaria, discutió con el director y, finalmente, salió de la cabina de grabación) se conocen coloquialmente como las grabaciones de los «Guisantes Congelados».
El logo «Bandera Findus» fue adoptado en 1971. Nestlé lanzó la gama Findus Lean Cuisine en 1987.
En 1998, Nestlé anunció que tenían la intención de descontinuar la marca Findus en el Reino Unido a favor de su nombre Crosse & Blackwell. El plan se abandonó cuando la empresa sueca EQT Partners compró la marca Findus en Escandinavia, Francia, España y el Reino Unido a Nestlé en 1999.
Geir Frantzen, exgerente senior de Findus AB, compró la empresa británica en abril de 2005 a EQT. EQT vendió el resto del negocio de Findus (excluyendo Italia y Suiza) a CapVest en enero de 2006, que posteriormente creó Foodvest como sociedad de cartera de Findus y Young's Seafood. En julio de 2008, Foodvest, incluido Findus, fue comprada por la firma británica de capital privado Lion Capital LLP. Foodvest pasó a llamarse Findus Group en 2009.
El 6 de enero de 2009, se produjo un incendio en la fábrica británica Findus, que arrasó gran parte del edificio.
Newcastle Production, propietarios de la fábrica, entró en la administración con Zolfo Cooper el 12 de enero, dando lugar a 359 despidos.
En junio de 2011 se anunció que Findus Group recuperaría la responsabilidad directa de las ventas y el marketing de la marca Findus en España, que había licenciado previamente a Ardo en 2005.
En noviembre de 2015, Findus en todos los mercados excepto el Reino Unido se vendió a Nomad Foods, que ya había comprado Iglo Group en junio de ese año. Las operaciones de Findus en el Reino Unido se mantuvieron junto con las de Young bajo la propiedad de inversores liderados por Lion Capital.
En febrero de 2016, Young's confirmó que dejaría de usar la marca Findus en el Reino Unido, reemplazándola con «Chef's Classic» y «Original Pancake Co»..